# 아틸라 페시아니
아틸라 페시아니(페르시아어: آتیلا پسیانی, 영어: Atila Pesyani, 1957년 3월 30일 ~ 2023년 10월 6일)는 이란의 배우이다.